# Michael Rose
Michael Rose, noto anche con lo pseudonimo di Mykal Rose (Kingston, 11 luglio 1957), è un cantante giamaicano.

## Discografia
Album in studio
- 1992 - Bonanza
- 1994 - King Of General
- 1995 - Voice of the Ghetto
- 1995 - Michael Rose
- 1995 - Rising Star
- 1996 - Be Yourself
- 1996 - Big Sound Frontline
- 1996 - Nuh Carbon
- 1997 - Dance Wicked
- 1997 - Dub Wicked
- 1997 - Selassie I Showcase
- 1999 - X Uhuru
- 2001 - Never Give It Up
- 2002 - Fire Fire Burning
- 2004 - Babylon 9/11 - Tip of the Iceberg
- 2005 - African Roots
- 2005 - African Dub
- 2006 - Babylon A Fight
- 2007 - Warrior
- 2007 - Passion Of Life
- 2007 - Warrior Dub
- 2007 - The Saga
- 2008 - Great Expectations
- 2008 - Dub Expectations
- 2012 - Reggae Legend
- 2012 - Showdown Inna Bloody Town

Live
- 1998 - Party in Session: Live
- 2002 - Live in San Francisco

Raccolte
- 2004 - Happiness: The Best Of Michael Rose